# Ivan Čabrinović
Ivan Čabrinović (in serbo Иван Чабриновић?; Kragujevac, 1939) è un allenatore di calcio ed ex calciatore serbo, in precedenza jugoslavo di ruolo centrocampista.

## Carriera

### Allenatore
È entrato nella storia del FK Zemun guidando dalla panchina la squadra  verso la promozione in prima divisione nella stagione 1981-1982.
In seguito Ivan Čabrinović ha lavorato a lungo sulla panchina della Jugoslavia, dapprima come vice a Seul 1988. Nel 1990 ha guidato la nazionale Under-21 al secondo posto in Russia 1990. Nello stesso anno ha fatto da vice al Mondiale di Italia 1990.
Čabrinović era il ct della squadra nazionale jugoslava che avrebbe dovuto disputare l'Europeo di Svezia 1992, cosa che non accadde poiché la comunità internazionale squalifica la nazionale Jugoslavia rappresentante uno Stato oramai in disfacimento.

## Palmarès
- 2. Savezna liga: 1

Zemun: 1981-1982